# Мвананьянда Лівале
Мвананьянда Лівале (*д/н — бл. 1812) — літунга (володар) держави Бароце в 1812 році.

## Життєпис
Походив з династії Ньямбе. Другий син літунги Мванавіни I. Про нього відомості обмежені, переважно змальовують в негативних кольорах. Близько 1812 року після смерті батька здобув владу. Втім напевне стикнувся з протистоянням стрийків та братів. Наслідком цьому стало застосування Мвананьяндою жорстких заходів, зокрема наказав заморити голодом бабцю Нотулу III.
Втім проти нього успішно діяв брат Муламбва. Зрештою самого Мвананьянду було вбито стрийком Мванаматією, вождем налоло. Трон перейшов до Муламбви.